# I liga 1971-1972
L'edizione 1971-72 della I liga vide la vittoria finale del Górnik Zabrze.
Capocannoniere del torneo fu Ryszard Szymczak (Gwardia Warszawa), con 16 reti.

## Classifica finale
|     | Classifica         | G  | V  | N  | P  | GF | GS | Pt |
| --- | ------------------ | -- | -- | -- | -- | -- | -- | -- |
| 1.  | Górnik Zabrze      | 26 | 14 | 9  | 3  | 45 | 23 | 37 |
| 2.  | Zagłębie Sosnowiec | 26 | 13 | 7  | 6  | 31 | 26 | 33 |
| 3.  | Legia Varsavia     | 26 | 12 | 8  | 6  | 36 | 20 | 32 |
| 4.  | Ruch Chorzów       | 26 | 13 | 4  | 9  | 46 | 33 | 30 |
| 5.  | Stal Mielec        | 26 | 12 | 6  | 8  | 29 | 19 | 30 |
| 6.  | Gwardia Warszawa   | 26 | 11 | 6  | 9  | 28 | 21 | 28 |
| 7.  | Odra Opole         | 26 | 9  | 9  | 8  | 25 | 27 | 27 |
| 8.  | Zagłębie Wałbrzych | 26 | 9  | 8  | 9  | 22 | 21 | 26 |
| 9.  | Wisła Cracovia     | 26 | 7  | 11 | 8  | 29 | 34 | 25 |
| 10. | Polonia Bytom      | 26 | 5  | 11 | 10 | 19 | 31 | 21 |
| 11. | Pogoń Szczecin     | 26 | 8  | 4  | 14 | 24 | 37 | 20 |
| 12. | ŁKS Łódź           | 26 | 3  | 13 | 10 | 24 | 39 | 19 |
| 13. | Stal Rzeszów       | 26 | 4  | 10 | 12 | 20 | 32 | 18 |
| 14. | Szombierki Bytom   | 26 | 6  | 6  | 14 | 24 | 39 | 18 |

### Verdetti
- Górnik Zabrze Campione di Polonia 1971-72.
- Górnik Zabrze ammesso alla Coppa dei Campioni 1972-1973.
- Zagłębie Sosnowiec e Ruch Chorzów ammesse alla Coppa UEFA 1972-1973.
- Stal Rzeszów e Szombierki Bytom retrocesse in II liga polska.